# Gazolina (przedsiębiorstwo)
„Gazolina” Spółka Akcyjna – przedsiębiorstwo zajmujące się wydobyciem, przetwarzaniem i sprzedażą gazu ziemnego i nafty. Istniało we Lwowie w latach 1920–1939.

## Historia
W 1912 starostwo drohobyckie zatwierdziło projekt budowy pierwszego gazociągu łączącego kopalnię „Klaudiusz” z centrum Borysławia. Pozwolenie otrzymał „Zakład Gazu Ziemnego. Inż. Marian Wieleżyński Sp. z o.o.”, który wybudował początkowo gazociąg o długości siedmiuset metrów. Drugim był wybudowany przez austriacką firmę „Erdgass” czternastokilometrowy z Tustanowic do rafinerii w Drohobyczu.
W 1913 Marian Wieleżyński i Władysław Szaynok założyli „Gaz Ziemny Sp. z o.o.”, która weszła kapitałowo w istniejącą już firmę „Zakład Gazu Ziemnego Inż. Marian Wieleżyński Sp. z o.o.”, która wybudowała uruchomioną w 1914 pierwszą w Europie fabrykę gazoliny. Dwa lata później „Gaz Ziemny Sp. z o.o.” powołała do życia nowe przedsiębiorstwo „Gazolina Sp.z o.o.” z siedzibą w Tustanowicach, która wybudowała drugą fabrykę gazoliny. Pod koniec 1916 „Gaz Ziemny Sp. z o.o.” przeprowadziła się do Lwowa i dzieliła siedzibę z prowadzoną przez Ignacego Mościckiego naukowo-badawczą spółką „Metan”. W 1920 połączono „Zakład Gazu Ziemnego Inż. Marian Wieleżyński Sp. z o.o.” z Gazoliną Sp. z o.o. w Spółkę Akcyjną „Gazolina” z siedzibą we Lwowie przy ulicy Leona Sapiechy 3. Pierwszym prezesem rady nadzorczej został Józef Tomicki, a wiceprezesem Ignacy Mościcki, natomiast w skład Komitetu Wykonawczego wchodzili Władysław Szaynok, Marian Wieleżyński i Gabriel Michał Sokolnicki. Pozostałymi członkami Rady byli Roman Januszkiewicz, Michał Sroczyński, Felicjan Dembowski, Jan Wasung, Konrad Wyleżyński, Wit Sulimirski, Władysław Matzke. W pierwszym roku działalności Gazolina Spółka Akcyjna wyprodukowała 1520 ton ropy, 3524000 m³ gazu ziemnego oraz 593 tony gazoliny. Tworząc statut Gazoliny Marian Wieleżyński zrealizował swoje młodzieńcze idee, był prekursorem akcjonariatu pracowniczego. W 1921 zakupiono grunty w Daszawie, w tym samym roku Władysław Szaynok założył spółkę z udziałem rządowym i nadał jej nazwę „Międzynarodowe Gazociągi”. Również w 1921 odwiercono pierwszy szyb „Piłsudczyk I”, w którym natrafiono na gaz, który został doprowadzony do Stryja gazociągiem wybudowanym przez „Międzymiastowe Gazociągi”. W kwietniu 1924 odwiercono szyb o ciśnieniu 60 atmosfer, na potrzeby transportu wydobywanego w nim gazu wybudowano gazociąg do Drohobycza. Gdy w 1926 Ignacy Mościcki został wybrany na prezydenta Polski spółka „Metan” przeniosła się do Warszawy i została przekształcona w Chemiczny Instytut Badawczy. W jej miejsce Marian Wieleżyński założył Instytut Gazowy, w tym samym roku wykupiono udziały rządowe w „Międzymiastowych Gazociągach” i połączono tę spółkę z Gazoliną. Od 1928 rozpoczęto pierwsze na świecie przetwarzanie tzw. dzikiej gazoliny, nazywanej wówczas gazolem (obecny propan-butan), odbiorcami były Belgia, Syria i Palestyna. W 1929 wybudowano gazociąg z Daszawy do Lwowa, budowa trwała w bardzo szybkim tempie, aby 82-kilometrową instalacją doprowadzić gaz który płonąc ze specjalnej buławy uświetnił IX Targi Wschodnie. Po ich zakończeniu miała miejsce próba przejęcia spółki przez kapitał austriacko-amerykański, dzięki decyzji trzech największych udziałowców do tego nie doszło. Rok później powstała Centralna Fabryka Gazoliny, która zastąpiła sześć mniejszych fabryk przetwarzających gaz. Po wkroczeniu do województwa lwowskiego Armii Czerwonej nastąpił koniec działalności spółki, którą upaństwowiono i zmieniono nazwę na „UKR-gaz”. Kontynuatorem tej spółki jest Lwiwhaz. Do 1944 funkcjonowało biuro „Gazoliny” w Warszawie, służące jako przykrywka dla działań konspiracyjnych; kierował nim Bronisław Wojciechowski, od 1927 jeden z dyrektorów firmy.

## Akcjonariat pracowniczy
Powołanie do życia spółki akcyjnej Gazolina wymagało stworzenia statutu, które zgodnie z założeniami Mariana Wieleżyńskiego określił zasady akcjonariatu pracowniczego. Pierwsza wersja została zatwierdzona przez radę nadzorczą pod koniec 1920, a przez Walne Zgromadzenie Akcjonariuszy 22 lutego 1922. Nazywany był umową z pracownikami stałymi ponieważ wprowadzał podział pracowników na stałych i prowizorycznych, prowizorycznymi nazywano pracowników najemnych, a stałymi uczestniczących w akcjonariacie, a tym samym współwłaścicieli spółki. Pracownicy stawali się stałymi dobrowolnie, a decydowali się na to zachęcani akcjami otrzymywanymi po preferencyjnych cenach. Do obowiązku pracowników stałych należało zakupienie w ciągu roku akcji za równowartość jednej miesięcznej pensji, rekompensowano to tzw. trzynastą pensją i systemem wyrównawczym tzw. renumeracją. Renumeracja to wynagrodzenie wyrównawcze wyliczane w skali rocznej, które zależy od dochodu przedsiębiorstwa i jest wypłacane jako udział w zyskach w większości firm tylko kadrze kierowniczej. W Gazolinie wypłacano ją proporcjonalnie do zarobków i obowiązkowo nabywanych akcji powiększając kwotę o dywidendę z już posiadanych akcji. Akcje były imienne i niezbywalne przez cały okres zatrudnienia i przechowywano je w depozycie prowadzonym przez Syndykat Pracowników Spółki Akcyjnej Gazolina, który działał na zasadach związku zawodowego. Poza akcjami nabywanymi obowiązkowo pracownicy mogli nabywać dowolną ilość akcji imiennych dodatkowych. Możliwe było nabywanie na giełdzie akcji zbywalnych, ale ponieważ dawały wysoką dywidendę były dużo droższe od wartości nominalnej i miały tylko jeden głos na Walnym Zgromadzeniu, dla porównania akcje imienne były akcjami uprzywilejowanymi o pięciokrotnej sile głosu. Ponieważ akcje imienne były zdeponowane, a siła ich głosu zablokowana toteż ich posiadacze w wybierali co roku przedstawiciela, który reprezentował ich na Walnym Zgromadzeniu. Pracownicy kończący pracę w Gazolinie otrzymywali odprawę, która dla pracowników stałych była równa minimalnemu obowiązkowemu wkładowi własnemu do depozytu, czyli podwójnie otrzymywał zainwestowaną kwotę. Pracownik stały dyplomowany nabywał prawa do odprawy po pięciu latach pracy natomiast pracownik stały niedyplomowany po dziesięciu latach.